# Georg Rechenauer
Georg Rechenauer (* 11. März 1956 in Brannenburg) ist ein deutscher Altphilologe.

## Leben
Georg Rechenauer legte 1975 am Ignaz-Günther-Gymnasium in Rosenheim das Abitur ab und studierte nach dem Wehrdienst ab 1976 Klassische Philologie, Geschichte, Germanistik und Philosophie an der Universität München. Hier legte er 1983 das Erste Staatsexamen ab, arbeitete anschließend als Wissenschaftlicher Mitarbeiter und betrieb seine Promotion, die er 1985 mit der Dissertation Thukydides und die hippokratische Medizin: Naturwissenschaftliche Methodik als Modell für Geschichtsdeutung (gedruckt 1991, Spudasmata 47) erreichte. Bis zu seiner Habilitation 1995 arbeitete Rechenauer als Wissenschaftlicher Assistent in München. Danach vertrat er für jeweils wenige Semester Lehrstühle an den Universitäten zu Saarbrücken, Mainz und Regensburg. Hier wurde er 1998 zum ordentlichen Universitätsprofessor für Gräzistik ernannt und zum 31. März 2022 emeritiert.
Rechenauers Forschung umfasst die griechische Literatur von Homer und Hesiod über die Elegie und die vorsokratische Philosophie bis hin zu Tragödie und Komödie. Außerdem befasst er sich mit den Philosophenschulen und Fachschriftstellern des Hellenismus und mit der griechischen Rhetorik und Geschichtsschreibung. Schwerpunkte seiner Forschung sind neben anderem die Geschichtsschreibung des Thukydides und das Verhältnis von Physik und Ethik in der Philosophie Demokrits.